# Keith Ollerenshaw
Keith Ollerenshaw, född 28 september 1928, död 15 mars 2016, var en friidrottare från Australien. Han deltog vid olympiska sommarspelen 1956.